# Impianto pilota

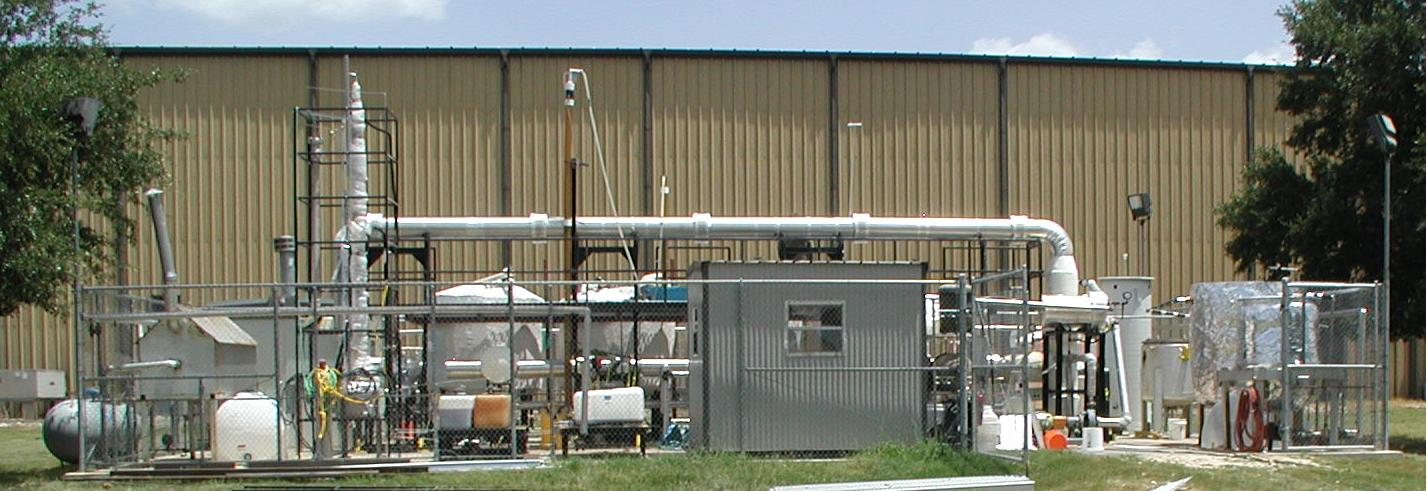
Un impianto pilota per la produzione di biocarburante da biomassa.

Un impianto pilota è un impianto di processo di piccola-media taglia utilizzato per replicare il comportamento di grandi impianti industriali.
La scala (cioè le dimensioni e la capacità) di un impianto pilota è intermedia tra la scala di laboratorio e la scala industriale.
Durante la progettazione di un impianto di produzione, il passaggio dalla scala di laboratorio alla scala dell'impianto pilota e successivamente alla scala industriale è detto "scale-up". Lo sviluppo di un impianto pilota diminuisce le incertezze legate all'operazione di scale-up, per cui prima di approdare alla commercializzazione del processo spesso si preferisce testare il processo in esame in un impianto pilota.
I costi da affrontare per la realizzazione di un impianto pilota sono maggiori rispetto a quelli da sostenere per le prove di laboratorio ma minori rispetto ai costi di un impianto industriale vero e proprio, ma d'altro canto il comportamento di un impianto pilota si avvicina in genere molto di più al comportamento reale dell'impianto industriale rispetto ai risultati ottenuti durante le prove di laboratorio o attraverso una simulazione di processo.